# Malanje (tỉnh)
Malanje là một tỉnh của Angola, giáp biên giới với tỉnh Bandundu của Cộng hòa Dân chủ Congo. Diện tích tỉnh này là 97.602 km² với dân số khoảng 900.000 người. Malanje là tỉnh lỵ tỉnh này. Các đô thị trong tỉnh này bao gồm Massango, Marimba, Cunda-dia-Baza, Caombo, Calandula, Cacuzo, Cuaba Nzogo, Mucari, Quela, Cambundi-Catembo, Quirima Cangandala và Luquembo. Công viên bảo tồn Milando nằm ở tỉnh này.